# Laksforsen
Laksforsen er et 17 meter højt vandfald i elven Vefsna i Grane kommune i Nordland fylke i Norge, ca. 20 km nord for Trofors. Det har en  vandføring på 700 m³ vand pr. sekund.
Fossen ligger lige ved Europavej 6 hvilket  gør den til en meget besøgt turistattraktion. Fossefallet blev i 2004 besøgt af 80.000 mennesker.
Laksetrappen op ad fossen er lukket for at hindre gyrodactylus-smittet laks i at  komme videre op i elvsystemet.